# Стокс (округ Айтаска, Миннесота)
Стокс (англ. Stokes) — тауншип в округе Айтаска штата Миннесота (США). На 2010 год его население составило 230 человек.

## География
По данным Бюро переписи населения США площадь тауншипа составляет 148,5 км², из которых 136,1 км² занимает суша, а 12,5 км² — вода (8,39 %).

## Население
В 2010 году на территории тауншипа проживали 230 человек (из них 48,7 % мужчин и 51,3 % женщин), насчитывалось 106 домашних хозяйств и 71 семья. На территории города было расположено 265 построек со средней плотностью 1,9 построек на один квадратный километр суши. Расовый состав населения: белые — 94,3 %, коренные американцы — 2,2 %, две или более других рас — 0,9 %.
Население тауншипа по возрастному диапазону по данным переписи 2010 года распределилось следующим образом: 17,0 % — жители младше 21 года, 53,4 % — от 21 до 65 лет, и 29,6 % — в возрасте 65 лет и старше. Средний возраст населения — 55,9 лет. На каждые 100 женщин в Стоксе приходилось 94,9 мужчин, при этом на 100 совершеннолетних женщин приходилось 106,3 мужчин сопоставимого возраста.
Из 106 домашних хозяйств 67,0 % представляли собой семьи: 59,4 % совместно проживающих супружеских пар (9,4 % с детьми младше 18 лет); 5,7 % — женщины, проживающие без мужей, 1,9 % — мужчины, проживающие без жён. 33,0 % не имели семьи. В среднем домашнее хозяйство ведут 2,17 человека, а средний размер семьи — 2,59 человека. В одиночестве проживали 29,2 % населения, 14,1 % составляли одинокие пожилые люди (старше 65 лет).
В 2014 году из 233 человек старше 16 лет имели работу 112. Медианный доход на семью оценивался в 70 938 $, на домашнее хозяйство — в 56 667 $. Доход на душу населения — 31 678 $ в год.